# Låt oss förnimma, Fader vår
Låt oss förnimma, Fader vår  är en bönepsalm av Alfons Takolander, skapad 1927. Den är lätt bearbetad i nutid och tänkt att sjungas som inledning till en gudstjänst.
Melodin (F-dur, 3/2-takt) är svensk från 1697.

## Publicerad i
- Psalmer och sånger 1987 som nr 443 under rubriken "Kyrkan och nådemedlen - Helg och gudstjänst".[1]